# Футбольный союз Югославии
Футбо́льный сою́з Югосла́вии (серб. Фудбалски Савез Југославије; макед. Фудбалски Сојуз на Југославија; черног. Фудбалски Савез Југославије; сербохорв. Фудбалски савез Југославије / Fudbalski savez Jugoslavije; словен. Nogometna zveza Jugoslavije; хорв. Nogometni savez Jugoslavije; босн. Nogometni / Fudbalski savez Jugoslavije) — организация, осуществлявшая контроль и управление футболом в Югославии. Союз организовывал деятельность и управлял национальными сборными по футболу (главной, молодёжными). Под эгидой союза проводились мужской и женский чемпионаты Югославии, а также многие другие соревнования.

## История
ФСЮ был основан на базе Хорватского футбольного союза в 1919 году в Загребе, позже переехал в Белград. В 1923 году ФСЮ признала ФИФА. В период Второй мировой войны союз был реорганизован и управлял другими союзам югославских республик, в 1948 году он вновь стал единым. В 1954 году ФСЮ стал одним из членов-основателей УЕФА.
После распада Югославии в 1991 году в отъединившихся республиках были основаны или воссозданы местные органы управления футболом.